# Pepa Merlo
Pour les articles homonymes, voir Merlo.
Merlo  Calvente est un nom espagnol. Le premier nom de famille, en général paternel, est Merlo ; le second, en général maternel, souvent omis, est Calvente.
María José Merlo Calvente, née à Pinos del Valle (El Pinar) en Andalousie en 1969, est une universitaire et écrivaine espagnole qui signe ses travaux sous le nom de Pepa Merlo. Son travail est reconnu pour ses recherches sur les œuvres littéraires et artistiques des femmes du xxe siècle, notamment sous la dictature de Franco, ainsi que pour ses études sur l'œuvre du poète Federico García Lorca.

## Biographie
Pepa Merlo, née María José Merlo Calvente en 1969, est diplômée de l'Université de Grenade,,. Elle est titulaire d'un doctorat en philologie espagnole.
Depuis 1999, elle est guide à la Maison-Musée Huerta de San Vicente de Federico García Lorca, dirigée à l'époque par la sœur du poète, Isabel Garcia Lorca.
Dans les années 2000, elle débute dans la création littéraire en publiant des récits dans les anthologies Cuentos del Alambre (Editions Traspiés, Grenade, 2004) et Cuento vivo de Andalucía (Université de Guadalajara, Mexique, 2006), ainsi que dans les revues Ideal de Granada, Extramuros et Letra Clara.
En 2008, son premier recueil de nouvelles est publié par le service de publications de Cadix avec pour titre Todos los cuentos, el cuento. Il est salué par la critique : «Pepa Merlo, une jeune conteuse qui peut se vanter d'une culture tout à fait instruite et d'un génie extraordinaire, capable de marquer ses textes d'une empreinte différente » (La Voz de Cadix, mai 2008) ; « Pepa Merlo construit avec soin et connaissance des règles du genre des fables troublantes qui se glissent entre les traces du réel et le mystère. Un style avec sa propre identité » (Guillermo Busutil, La Opinión de Málaga, juillet 2008) ; « Les histoires de l'auteur grenadin incorporent une dose poétique personnelle dans l'élément narratif » (El País, septembre 2008),.
En 2009, elle publie El haza de las viudas dans la collection Espuela de Plata des éditions Renacimiento (avec la préface d'Almudena Grandes et la couverture de Juan Vida). Ce livre raconte le sort des femmes républicaines espagnoles pendant la guerre civile et dans les années qui ont suivi le conflit.
En 2010, publié par la Fondation José Manuel Lara, paraît Peces en la tierra. Antología de mujeres poetas en torno a la Generación del '27, une anthologie des femmes poètes autour de la génération 27. L'objectif est de révéler au grand jour les poèmes d'une vingtaine d'auteures, pour la plupart inconnues et dont le nom n'apparaît pas dans les anthologies de l’époque, comme Elisabeth Mulder, Concha Méndez, Gloria de la Prada, Pilar de Valderrama, Lucía Sánchez Saornil, Josefina de la Torre, Ernestina de Champourcin, Carmen Conde, Marina Romero, Josefina Bolinaga, Dolores Catarineu, Casilda de Antón del Olmet ou encore Margarita Ferreras,,.
En 2016, Pepa Merlo obtient son doctorat avec distinction avec une thèse sur la dernière poésie de  Federico García Lorca, œuvre pour laquelle l'Université de Grenade lui décerne le Prix de Doctorat Extraordinaire,. Puis, elle enseigne la littérature et la création littéraire à l'Université de Grenade et à l'Université internationale de Valence.
En 2017, elle rend hommage à la poète Gloria Fuertes lors du centenaire de sa naissance, à Madrid, dans le cadre de PoeMad, lors d'un spectacle musical, Escribo como escribo. A cette occasion, Pepa Merlo prête sa voix à un récital poétique avec l'accompagnement musical de Moncho Otero (guitare et voix), Rafa Mora (guitare et voix) et Juan Antonio Loro (piano et voix),.
En 2018, en collaboration avec Pepa Merlo, les éditions Renacimiento, dans la collection Espuela de Plata, rééditent le premier roman de l'écrivaine Elisabeth Mulder, Une ombre entre les deux, avec préface de Pepa Merlo.
En 2021, elle co-fonde la maison d'édition El Envés et devient chroniqueuse pour le journal Granada Hoy. Ses chroniques sont publiées sous le nom de « Fish Eye », en rapport avec son attrait pour la photographie.
En 2022, Pepa Merlo publie une version complétée de sa première anthologie, Con un traje de luna. Diálogo de voces femeninas de la primera mitad del siglo XX, y incluant Mercedes Pinto, Ángela Figuera Aymerich, Maruja Falena, Anna Maria Martínez Sagi, Dolores Arana et Alfonsa de la Torre.

### Recueil de nouvelles
- (es) Pepa Merlo, Todos los cuentos, el cuento, Diputación de Cádiz, 2008

### Témoignage
- (es) Pepa Merlo, El haza de las viudas, Renacimiento, coll. « Espuela de Plata », 2009

### Anthologies
- (es) Pepa Merlo, Peces en la tierra : Antología de mujeres poetas en torno a la Generación del '27, Séville, Fundación José Manuel Lara, 2010, 352 p. (ISBN 978-84-96824-60-7)
- (es) Pepa Merlo, Con un traje de luna : Diálogo de voces femeninas de la primera mitad del siglo XX, Séville, Fundación José Manuel Lara, 2022 (ISBN 9788417453800)